# Kevin McClain
Kevin Michael McClain (* 21. Oktober 1996 in Jennings (Florida)) ist ein US-amerikanisch-deutscher Basketballspieler.

## Werdegang
McClain, dessen Mutter aus Deutschland stammt, wuchs im US-Bundesstaat Florida auf. Er war als Schüler Basketballspieler an der Hamilton County High School im Ort Jasper, betrieb des Weiteren Leichtathletik und wurde Florida-Meister im Hochsprung. Von 2015 bis 2019 gehörte McClain der Basketballhochschulmannschaft der Belmont University in Nashville (Bundesstaat Tennessee) an. In der Saison 2018/19 verpasste er mit Belmont in der NCAA knapp den Einzug in die Runde der letzten 32 Mannschaften. McClain war in diesem Spieljahr mit 16,8 Punkten je Begegnung zweitbester Korbschütze der Mannschaft nach Dylan Windler.
Im Juli 2019 wurde McClain vom deutschen Bundesligisten EWE Baskets Oldenburg verpflichtet und mit einem Zweijahresvertrag ausgestattet. Der von Trainer Mladen Drijenčić als „Wunschspieler“ bezeichnete McClain schaffte den Durchbruch bei den Niedersachsen nicht. In 17 Bundesliga-Einsätzen brachte er es auf 3,7 Punkte je Begegnung, seine mittlere Spielzeit betrug rund neuneinhalb Minuten pro Partie. Nach der Unterbrechung der Bundesliga-Saison aufgrund der Covid-19-Pandemie kehrte McClain in die Vereinigten Staaten zurück, am Saisonschlussturnier der Bundesliga nahm er nicht teil, sein Vertrag mit den Oldenburgern wurde im Mai 2020 aufgelöst.
Im August 2020 einigte sich McClain mit dem französischen Zweitligisten FOS Provence Basket auf einen Vertrag. Mit 15,4 Punkten je Begegnung stand er in der Saison 2020/21 in der Korbjägerliste der zweiten französischen Liga auf dem siebten Rang. Er lief zuletzt im Spieljahr 2021/22 für die Mannschaft auf, konnte dann rund eineinhalb Jahre wegen Kniebeschwerden keinen Leistungssport betreiben. Ende November 2023 kehrte er nach Deutschland zurück und wurde vom Zweitligisten Skyliners Frankfurt verpflichtet. Mit Frankfurt wurde er 2024 Zweiter der 2. Bundesliga ProA, was die Bundesliga-Rückkehr des Vereins bedeutete.
McClain verließ die Frankfurter Mannschaft anschließend, Anfang Oktober 2024 wurde er vom Zweitligisten Gießen 46ers unter Vertrag genommen. Er war in der Saison 2024/25 mit 14,3 Punkten je Begegnung der beste Korbschütze der Mittelhessen. Zur Saison 2025/26 wechselte McClain zu den MLP Academics Heidelberg in die Bundesliga.